# Valverde de la Virgen
Valverde de la Virgen és un municipi de la província de Lleó, a la comunitat autònoma de Castella i Lleó.

## Demografia
| 1991 | 1996 | 2001 | 2004 |
| ---- | ---- | ---- | ---- |
| 3559 | 4116 | 4400 | 4592 |